# Anzinger Forst
Der Anzinger Forst ist ein gemeindefreies Gebiet im oberbayrischen Landkreis Ebersberg.

## Lage und Größe
Der Forst ist der nördliche Teil des Naherholungsgebietes Ebersberger Forst. Seine Fläche beträgt 31,0290 km².

## Gliederung
Von den 15 Staatsforstdistrikten des gesamten Ebersberger Forstes liegen fünf in der Gemarkung Anzinger Forst. Ihren Namen sind die römischen Zahlen V bis IX vorangestellt. 
Die Staatsforstdistrikte werden weiter in zumeist quadratisch abgegrenzte gleich große, nummerierte Abteilungen gegliedert, mit einer Seitenlänge von 1500 bayerischen Fuß oder 438 Metern und einer Fläche von 19,1844 Hektar. Diese entsprechen in der Regel Flurstücken; nur in Einzelfällen gliedern sich nummerierte Abteilungen in zwei oder drei Flurstücken. Wo das Gebiet an benachbarte Gemeinden grenzt, sind die Abteilungen zumeist kleiner, da die Quadrate nicht vollständig innerhalb des Gebiets liegen.
- Staatsforstdistrikt V Viereichen (41 Abteilungen)
- Staatsforstdistrikt VI Schwaberwegen (29 Abteilungen)
- Staatsforstdistrikt VII Forst Anzing (18 Abteilungen)
- Staatsforstdistrikt VIII Fichten (36 Abteilungen)
- Staatsforstdistrikt IX Buchen (36 Abteilungen)

Das gemeindefreie Gebiet ist nicht identisch mit der Gemarkung Anzinger Forst. Letztere besteht aus dem gemeindefreien Gebiet (Gemarkungsteil 1) sowie dem Flurstück 168/2 mit einer Fläche von 1870 Quadratmeter beim Forsthaus Hubertus an der Südostecke des Gebiets (Gemarkungsteil 2), das Teil der Exklave Sankt Hubertus der Stadt Ebersberg ist.

## Bemerkungen
Im Anzinger Forst befinden sich mehrere Grabhügelfelder, aus denen teilweise Funde aus der Hallstattzeit geborgen wurden.
Reste eines Abschnittes einer Römerstraße von Augsburg nach Wels sind erhalten.
Im Anzinger Forst befindet sich die Anzinger Sauschütt, früher ein Ortsteil und eine Exklave der Gemeinde Anzing, heute aber Teil des gemeindefreien Gebiets.

## Verwaltung
- Amtsgericht: Ebersberg
- Finanzamt: Ebersberg
- Vermessungsamt: Ebersberg
- Forstamt: Ebersberg
- Standesamt: Anzing